# Ajon (eiland)
Ajon (Russisch: Айон), in de tsaristische periode ook wel Sabadej (Сабадей) genoemd, is een groot eiland aan westzijde van de monding van de Tsjaoenbaai en aan oostzijde van de Golf van Kolyma aan zuidzijde van de Oost-Siberische Zee en behoort bestuurlijk gezien tot het district Tsjaoenski in het noordwesten van de Russische autonome okroeg Tsjoekotka. Aan noordwestzijde ligt het plaatsje Ajon, waarbij sinds 1941 het poolstation Ajon functioneert. De Tsjoektsjen bedrijven in de zomer nomadische rendierhouderij op het eiland.

## Naam
De naam Ajon werd voor het eerst geregistreerd in 1857 door de Russische missionaris Andrej Argentov en is een verbastering van de Tsjoektsjische naam Ajojan (Айоян) en werd in de 19e eeuw ook wel geschreven als Anojan (Аноян), Ojon (Ойон) of Joen (Юн). De naam werd aanvankelijk vaak vertaald naar het Russisch als 'mozg'/'mozgovoj' (van het Tsjoektsjische 'айо' of 'аё'; айо), wat in het Nederlands kan worden vertaald als '(been)merg', 'hart', 'brein'; dit vanwege het reliëf van het eiland, dat hierop lijkt. Volgens eilandbewoner Pjotr Inenlikej, deskundige op het gebied van Tsjoektsjo-Kamtsjadaalse talen, komt het van эйю (ejjoe) of айо (ajo), wat "herleven", "opleven", "plaats van opleving/herleving" kan betekenen in de zin van de rendieren die op de groene taigaweiden van het eiland weer konden opleven (grazen) en aankomen nadat ze vermagerd uit hun winteronderkomens op het vasteland waren gehaald naar het eiland.

## Geografie
Het eiland meet ongeveer 63 kilometer van west naar oost en ongeveer 38 kilometer van noord naar zuid. De oppervlakte bedraagt ongeveer 2000 km². Het eiland heeft lage en sterk ingesneden kusten, die op sommige plaatsen erg steil zijn. Het eiland is sterk heuvelachtig en loopt in het binnenland op tot 66 meter hoogte. De ondergrond bestaat uit door ijs gevormde Pleistocene en Holocene formaties met een dikte tot 70 meter. Het eiland is overwegend bedekt met toendra, maar langs de noordoostkust liggen enkele kilometers brede nauwelijks begroeide zandduinen. Op het eiland bevinden zich talrijke kleine meren en riviertjes, waarvan de naar het noorden stromende en tot 50 meter brede Ryvejem het grootste is. Thermokarstinsnijdingen zijn wijdverbreid in het eiland.
Van het vasteland (het schiereiland Kettyk) wordt het eiland aan zuidwestzijde gescheiden door de nauwe (2 km) en ondiepe Kleine Tsjaoenstraat. Van het noordoostelijker gelegen eilanden Groot-Rooetan (N) en Klein-Rooetan (Z) wordt het gescheiden door de Straat Sredni. Rondom het eiland liggen diverse kleinere kusteilandjes. De grootste zijn:
- Ryjanranot (Рыянранот; noordoostzijde; 69° 60′ NB, 168° 36′ OL) 8 kilometer lang en 1,5 kilometer breed. Gescheiden van Ajon door een 1,2 kilometer brede zeestraat.
- Tsjenkoel (Ченкул; noordoostzijde; 69° 56′ NB, 169° 14′ OL) 10,5 kilometer lang en 1,7 kilometer breed op het breedste punt. Wordt gescheiden van Ajon door de 5 kilometer brede Tsjenkoelbaai (Tsjenkoelski zaliv).
- Mosej (Мосей of Janranot; Янраот; in de Kleine Tsjaoenstraat; 69° 39′ NB, 169° 14′ OL) 3 kilometer lang.

## Flora
In de zanderige gebieden van het eiland groeien ondanks het strenge klimaat (met een juligemiddelde van minder dan +5°C) steppeachtige plantensoorten, waaronder endemische en zeldzame soorten, zoals Oxytropis sverdrupii, Phippsia concinna en verschillende soorten mossen en korstmossen. In het westen van het eiland is 13 hectare aangewezen als botanisch natuurmonument (Ajonski). Dit gebied omvat de westelijke en zuidelijke hellingen van een hoog zanderig terras waar typische steppesoorten voorkomen.

## Geschiedenis
Op het eiland zijn overblijfselen gevonden van neolithische kampen (oude jaranga's, pijlpunten, (o.a. keramieken) voorwerpen en grafheuvels) die erop wijzen dat nomadische rendierjagers hier reeds leefden in prehistorische tijden. Lange tijd konden de Tsjoektsjen hun gang gaan op het eiland, tot in 1933 de collectivisatie het eiland bereikte en de 'kameraadschap' Enmitagino werd opgericht door de beweging 'Rode Jaranga', waarin de rendierhouders werden ondergebracht en die zich ook richtte op de jacht op zeedieren en op de bontjacht. Voortaan leefden rendierhouders er niet alleen meer in de zomer (hoewel enkelen er ook 's winters reeds verbleven), maar het hele jaar. In 1944 woonden er reeds 23 gezinnen van in totaal 103 personen in de plaats die lange tijd 'kamp Enmitagino' werd genoemd. Iets eerder werd in 1941 het poolstation opgericht door bemanningsleden van de ijsbreker Krasin. Na 1991 is het samenwerkingsverband Enmitagino blijven bestaan en heeft nu een kudde van ongeveer 2700 rendieren.
Het eiland werd in 1762 ontdekt en beschreven door de Russische handelaar Nikita Sjalaoerov, die het 'Zavedej' (Заведей) of 'Zavalej' (Завалей) noemde, wat later in 1841 door Ferdinand von Wrangel werd omgevormd tot 'Sabadej' (Сабадей) of 'Sabodej' (Сабодей).